# Agmeth Escaf
Agmeth Escaf (né Agmeth Escaf Tijerino le 23 avril 1973 à Barranquilla,  Colombie), est un acteur et présentateur colombien. Il est célèbre pour avoir présenté pendant longtemps l'émission Día a día.

## Biographie
Agmeth Escaf est né à Barranquilla en Colombie ou « la terre promise » comme il l'appelle, lui le fils de Libanais et de Barranquilla, mais d'ascendance italienne. 
Depuis l'enfance, il aime la télévision et débute avec Elogia. Il fait la majeure partie de sa carrière à Caracol Televisión.

## Filmographie

### Telenovelas
- 1993 : Padres e hijos
- 1997 :Marcelina
- 1997-1998 : La elegida
- 1999 : Alejo, la búsqueda del amor
- 2000 : Alicia en el país de las mercancías
- 2001-2002 : Amantes del desierto
- 2002 : Vale todo
- 2002 : La lectora
- 2003 : Retratos
- 2004 : Amor de mis amores
- 2005 : Perdre est une question de méthode (Perder es cuestión de método)
- 2005-2006 : La tormenta
- 2006 : Decisiones
- 2007 : Nadie es eterno en el mundo
- 2007 : Sin vergüeza
- 2010 : Tu voz estéreo
- 2012 : Amor de Carnaval
- 2012-2013 : Doubles Jeux (¿Quién eres tú?) : David Santamaría
- 2013 : Tres Caínes
- 2015 : Celia

### Présentateur
- Bravissimo
- 2006-2012 : Día a Día
- 2012 : Gran Hermano
- 2013-Présent : Feliz Día

### Réalisateur et Producteur
- 2013-Présent : Feliz Día

## Nominations et récompenses

### Premios TvyNovelas
| Année | Catégorie                                  | Émission télévisée | Résultat |
| ----- | ------------------------------------------ | ------------------ | -------- |
| 2016  | Meilleur présentateur régional de variétés | Feliz Día          | Gagnant  |
| 2014  | Meilleur présentateur régional de variétés | Feliz Día          | Gagnant  |